# Helmuth Klotz (Publizist)

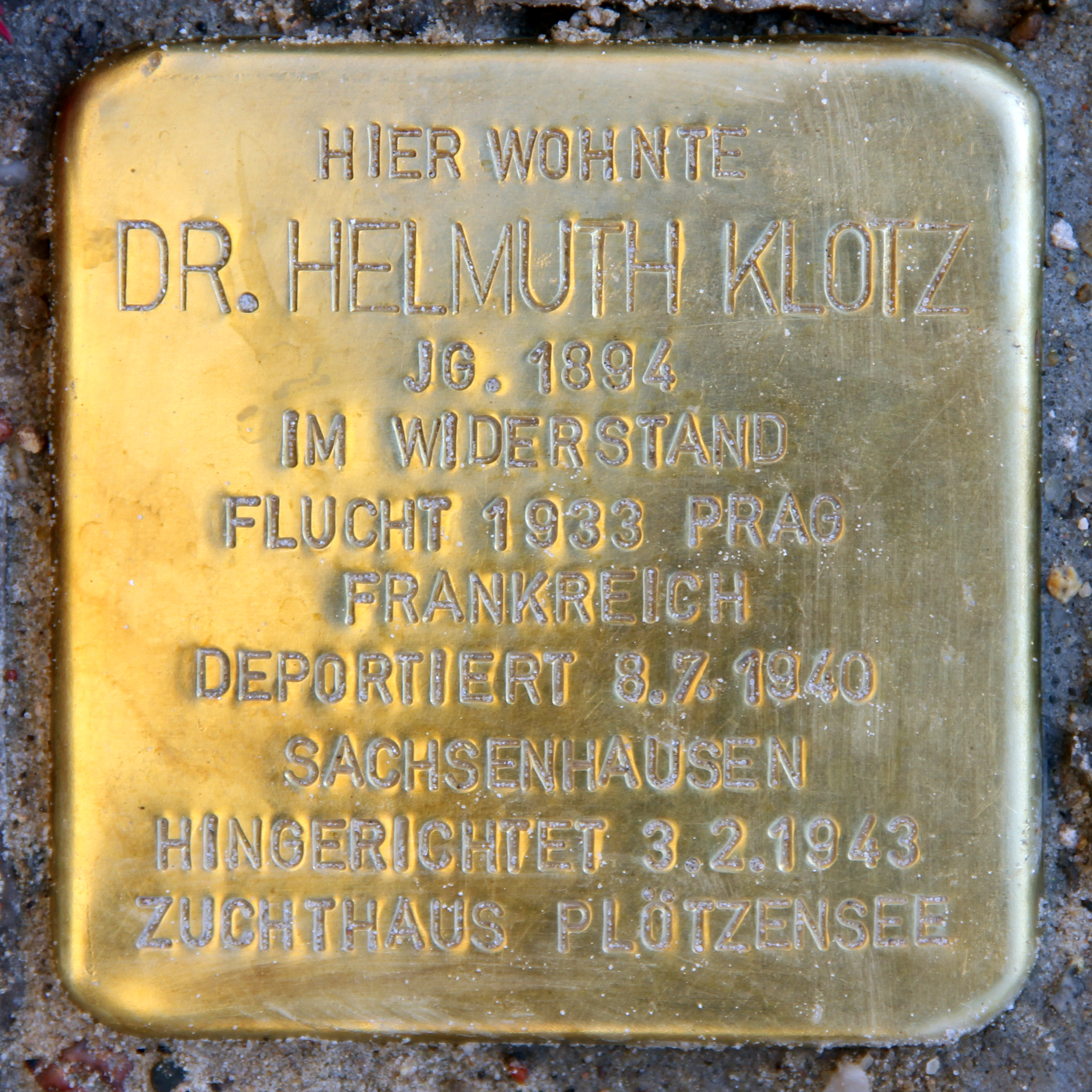
Stolperstein, Manfred-von-Richthofen-Straße 221, in Berlin-Tempelhof

Helmuth Paul Gustav Adolf Klotz (* 30. Oktober 1894 in Freiburg im Breisgau; † 3. Februar 1943 in Berlin-Plötzensee) war ein deutscher Marineoffizier und Publizist. Klotz war 1923 als frühes Mitglied der NSDAP am Hitlerputsch in München beteiligt. Später wurde er ein engagierter Gegner des Nationalsozialismus. Er trat 1929 der SPD bei und musste nach der nationalsozialistischen „Machtergreifung“ 1933 ins Exil flüchten. Nach der deutschen Besetzung Frankreichs wurde er 1940 in Paris von der Gestapo verhaftet, vom Volksgerichtshof zum Tode verurteilt und in Berlin-Plötzensee hingerichtet.

## Leben
Klotz war ein Sohn des Adolf Klotz und seiner Ehefrau Johanna Pauline, geb. Manger. Der Vater von Klotz war Jurist im badischen Staatsdienst. Bedingt durch Versetzungen zog die Familie innerhalb des Großherzogtums Baden mehrfach um, ehe sie ab 1909 in Karlsruhe wohnte. Dort legte Klotz am 22. März 1912 an der Helmholtz-Oberrealschule vorzeitig die Reifeprüfung ab.
Klotz wurde Seekadett bei der Kaiserlichen Marine und der Marineschule Mürwik zugeordnet. Mit dem Schulkreuzer Victoria Louise unternahm er ab Mai 1912 eine achtmonatige Ausbildungsreise nach Nordamerika und in die Karibik. Im April 1914 bestand Klotz die Seeoffiziershauptprüfung. Anschließend wurde er zu einem Artillerielehrgang auf das Schlachtschiff Thüringen kommandiert.
Während des Ersten Weltkrieges am 22. März 1915 zum Leutnant zur See befördert, wechselte Klotz im Juni 1915 zum Stab des 1. Matrosen-Artillerie-Regiments, das an der Küste Flanderns stationiert war. Im Dezember 1915 wurde er zu den Marinefliegern der Seeflugstation Flandern I in Seebrügge versetzt und dort als Beobachter in einem Schwimmerflugzeug des Typs FF 33E eingesetzt. Die Verleihung des Eisernen Kreuzes II. Klasse im März 1916 war zuvor mit „Hat bei zahlreichen Angriffs- und Aufklärungsflügen an die englische und französische Küste Umsicht und Schneid bewiesen“ begründet worden. Nach den Angaben im Vorschlag zum Eisernen Kreuz I. Klasse im Juli 1916 war Klotz an Bombenangriffen auf die englischen Städte Ramsgate und Deal beteiligt und zeigte eine besondere Befähigung im Umgang mit der neuen Funktelegrafie. Am 25. Dezember 1917 zum Oberleutnant zur See befördert, war Klotz im gleichen Jahr an der Aufstellung eines Flugzeug-Signalbuches beteiligt. Offiziell nahm er zum 24. November 1919 den Abschied aus der Marine.
Ab dem Wintersemester 1918/1919 studierte Klotz an den Universitäten Rostock, Freiburg und Frankfurt am Main Rechtswissenschaften. Dort promovierte er am 13. Januar 1921 in Staatswissenschaften zum Thema Frequenzen und Betriebs-Einnahmen der städtischen Straßenbahn zu Frankfurt/M während der Kriegsjahre unter bes. Berücksichtigung der Verhältnisse bei Tarif-Änderungen.
Am 28. Juli 1918 heiratete Klotz die Tochter eines Oberstleutnants. Aus der Ehe gingen zwei Söhne hervor. Die erste Ehe wurde geschieden, später heiratete Klotz erneut.

### Teilnehmer des Hitlerputsches
Während des Studiums in Frankfurt schloss sich Klotz der Deutschvölkischen Freiheitspartei (DVFP) an. Klotz betätigte sich als Redner und war zeitweise Zweiter Vorsitzender der Frankfurter Ortsgruppe. Nach eigenen späteren Angaben von 1934 lernte er Hitler im Dezember 1922 kennen. Hitler machte auf Klotz „einen durchaus günstigen, wenn auch keineswegs, wie ich erwartet und erhofft hatte, einen imponierenden Eindruck; eher war ich, der ich Gewaltiges gesucht hatte und Linkisches vorfand, enttäuscht.“
Wegen seiner politischen Aktivitäten im Februar 1923 in Frankfurt kurzzeitig verhaftet, floh Klotz nach dem Verbot der DVFP in Preußen am 23. März 1923 nach Bayern. Dort schloss er sich der NSDAP an und trat zunächst als Redner für die Partei auf. Ende Juni wurde Klotz vom damaligen SA-Führer, Hermann Göring, nach Nürnberg entsandt. Zusammen mit dem späteren Parteirichter Walter Buch sollte Klotz dort ein Gegengewicht zu Julius Streicher bilden und so die anhaltenden innerparteilichen Auseinandersetzungen zwischen Streicher und örtlichen SA-Führern beenden. Klotz trat am 1. und 2. September beim Deutschen Tag in Nürnberg, einer Großkundgebung mit 100.000 Teilnehmern völkischer und vaterländischer Verbände, als Redner auf. Seine Tätigkeit als Schriftleiter der Nürnberger NSDAP-Zeitung Die weiße Fahne führte im Oktober 1924 zu einer Verurteilung wegen Beleidigung, verbunden mit einer Geldstrafe von 500 Mark.
Am 8. und 9. November 1923 war Klotz am Hitlerputsch in München beteiligt. Nach eigenen – um sich nicht selbst zu belasten, wahrscheinlich unvollständigen – Angaben hielt er sich am 8. November im Bürgerbräukeller auf. In der Nacht zum 9. November gehörte er zu einer Gruppe um Max Amann, die in Hitlers Auftrag ein Bankgebäude besetzte, um dort Büros der Putschregierung einzurichten. Hitler soll zuvor die Besetzung von Regierungsgebäuden mit den Worten „man könne nachts bei den amtlichen Stellen doch nicht einrücken“ abgelehnt haben, so Amann in einer späteren Aussage. Im dortigen Büro redigierte Klotz einen Aufruf der Putschisten. Anschließend wollte er sich in der Münchner Polizeidirektion den öffentlichen Aushang der Kundmachung der Putschisten genehmigen lassen. Der Entwurf der Kundmachung wurde einbehalten, da die Polizei die Unterschrift Gustav von Kahrs als nicht authentisch ansah. Am 9. November forderte Klotz eine Menschenmenge vor dem Münchner Rathaus zum Sturm auf das Gebäude auf. Im Gebäude wurden Bürgermeister Eduard Schmid und weitere sozialdemokratische Stadträte das Ziel von Beschimpfungen und Tätlichkeiten.

Spitzenkandidat Helmuth Klotz: Antisemitisches Flugblatt aus Bretten zur Reichstagswahl im Mai 1924

Klotz’ weiterer Aufenthalt bis zu seiner Verhaftung am 15. November ist nicht bekannt, insbesondere nicht, ob er Teilnehmer am Marsch auf die Feldherrnhalle war. Ungeachtet seiner Verhaftung nannte ein „Befehl“ des Oberkommandos der verbotenen SA vom 16. November 1923 Klotz neben Anton Drexler und Gottfried Feder als Mitglied der Leitung der illegalen Partei. Klotz blieb bis 29. Februar 1924 in Schutzhaft; zuletzt wurde er im Gefängnis Landsberg festgehalten.
Bei der Reichstagswahl im Mai 1924 trat Klotz als Spitzenkandidat des Völkisch-Sozialen Blocks – einer Vereinigung unter anderem von NSDAP und DVFP – in Baden an. Mit 45.049 Stimmen erhielt Klotz kein Reichstagsmandat. Begleitet von internen Auseinandersetzungen und gestützt auf die Zustimmung Hitlers, den er am 4. Juni in seiner Landsberger Haft besuchte, übte Klotz Parteifunktionen auf Landesebene aus. Am 20. Juli 1924 nahm er an der „Nationalsozialistischen Vertreterversammlung“ in Weimar teil, auf der es zum Streit um die Nationalsozialistische Freiheitspartei (NSFP) unter Erich Ludendorff kam. Klotz lehnte ebenso wie die meisten norddeutschen Delegierten den Anschluss an die NSFP ab und legte sein Amt in Baden nieder. In einem Brief an Ludolf Haase vom September 1924 kritisierte Klotz die enge Bindung von Hitler an Ludendorff: „Diese Lösung Hitlers von Ludendorff, hinter dem die Berliner Herren stehen, aber ist unumgänglich notwendig, soll die Bewegung nicht im ultranationalen, reaktionären, national-kapitalistischen Fahrwasser, das der Jude regiert, versanden.“ Für ihn selbst, so Klotz zugleich, stünde der „Gedanke des völkischen Sozialismus“ über Hitler.

### Beitritt zur SPD
Über den Lebensweg von Klotz in den 1920er Jahren ist nur Bruchstückhaftes bekannt: 1925 veröffentlichte er im Auftrag eines Verbandes der Elektroindustrie eine Broschüre zu Fragen des Einkommensteuerrechtes. 1926 erschien eine weitere Broschüre unter dem Titel Der Kampf gegen den Kapitalismus, in der sich Klotz positiv auf die Rolle der Gewerkschaften bezog. Die Veröffentlichung beruhte auf einen Vortrag, den er im Auftrag der „Deutschen Bau- und Siedelungsgemeinschaft“ in Darmstadt gehalten hatte. Dieses genossenschaftliche Unternehmen wurde 1934 wegen finanzieller Unregelmäßigkeiten aufgelöst, die Rolle von Klotz im Unternehmen ist unbekannt. Im März 1927 war Klotz Zeuge in einem Fememord-Prozess vor dem Landgericht Gießen, in dem unter anderem gegen Ernst von Salomon und Friedrich Wilhelm Heinz wegen eines Mordversuches im März 1922 verhandelt wurde. Vor Gericht schwächte Klotz seine belastenden Aussagen ab, vermutlich aus Angst vor einem Racheanschlag.
Nach eigenen Angaben lernte Klotz den SPD-Reichstagsabgeordneten Wilhelm Sollmann während einer Zugfahrt kennen. Klotz trug dem ehemaligen Reichsinnenminister seine Gedanken über die Bildung einer Volksmiliz vor; Sollmann verwies ihn an Karl Höltermann, den stellvertretenden Vorsitzenden des Reichsbanners Schwarz-Rot-Gold. Anfang 1929 trat Klotz zuerst dem Reichsbanner und kurz später der SPD bei. Für die im Dezember 1931 gegründete Eiserne Front – ein Zusammenschluss von SPD, Reichsbanner, der Gewerkschaft ADGB und dem Arbeiter-Turn- und Sportbund – trat Klotz als Redner auf; eine Mitgliedschaft lässt sich nicht gesichert nachweisen.
Im Dezember 1929 setzte sich Klotz in der SPD-Diskussionszeitschrift Das Freie Wort unter dem Titel Die nationalsozialistische Seuche für eine verstärkte Gegenpropaganda der SPD ein. Die Zurückhaltung gegenüber der NSDAP wirke „[n]icht wie es gemeint war, als Zeichen der Abscheu vor dem nationalsozialistischen Sumpf, sondern, oft genug, als Zeichen angeblicher Schwäche, als Zeichen angeblicher Furcht vor der Auseinandersetzung mit den Nationalsozialisten!“
Ab Januar 1931 veröffentlichte Klotz diverse Broschüren, ein zu dieser Zeit von der SPD als sehr wirkungsvoll angesehenes Propagandamittel. In Hitlers Sozialismus (Januar 1931) ging Klotz auf Hitlers Verbindungen zur Industrie ein und bekannte sich selbst zu sozialdemokratischen Vorstellungen. In Die Außenpolitik der Nationalsozialisten (1931) analysierte Klotz Äußerungen von NSDAP-Politikern und kam zu dem Schluss, dass „ein Deutschland Hitlers der Untergang des neuen Deutschlands, die Katastrophe Europas und der Welt“ bedeute. In Ehrenrangliste der NSDAP (Juli 1931) ging er den Angaben nationalsozialistischer Politiker zu ihrer Teilnahme am Ersten Weltkrieg nach und stieß auf diverse Ungereimtheiten: „Neben der Gruppe der Kriegsdienstverweigerer kann die nationalsozialistische Reichstagsfraktion also schon eine Gruppe der Kriegsordenschwindler aufmachen“, hieß sein späteres Fazit.
Zum Jahreswechsel 1931/1932 erhielt Klotz von Wilhelm Abegg, Staatssekretär im Preußischen Innenministerium, Kenntnis von Briefen, die der SA-Stabschef Ernst Röhm an den Berliner Arzt Karl-Günther Heimsoth geschrieben hatte und die Röhms Homosexualität bestätigten. Kurz vor der Reichspräsidentenwahl 1932 entschloss sich Klotz zur Veröffentlichung der Briefe. Seiner Meinung nach war der „Fall Röhm“ zu einer „deutschen Schande“ geworden:
„Zu einer Schande vor allem der Nationalsozialistischen Partei – einer Partei, die in ihrem programmatischen Erklärungen die drakonischsten „Strafen“ gegen die Homosexuellen bis hin zur zwangsweisen Kastration zu fordern sich erdreistet, einen Hauptmann Röhm jedoch nach wie vor in seiner Stellung als Führer junger Menschen duldet und stützt.“
Die Druckschrift Der Fall Röhm wurde in einer Auflage von 300.000 Exemplaren per Post Multiplikatoren wie höheren Beamten, Offizieren, Pfarrern, Lehrern, Ärzten, Anwälten oder Journalisten zugesandt. Versuche Röhms, die Verbreitung der Briefe durch einstweilige Verfügungen zu untersagen, scheiterten. Innerhalb der Linken war die Veröffentlichung der Briefe umstritten: Kurt Tucholsky sprach sich in der Weltbühne unter dem Pseudonym Ignaz Wrobel dagegen aus, Röhm zu ächten, weil er homosexuell sei: „Seine Veranlagung widerlegt den Mann gar nicht. Er kann durchaus anständig sein, solange er nicht seine Stellung dazu mißbraucht, von ihm abhängige Menschen aufs Sofa zu ziehn, und dafür liegt auch nicht der kleinste Beweis vor.“
Reichstagsabgeordnete der NSDAP schlugen am 12. Mai 1932 auf Klotz ein, als dieser mit Otto Wels im Restaurant des Reichstages saß. Klotz wurde verletzt; vier der Angreifer wurden für 30 Tage von den Sitzungen ausgeschlossen. Als sie sich weigerten, das Plenum zu verlassen, brach Reichstagspräsident Paul Löbe die Sitzung ab. Drei der Ausgeschlossenen, Edmund Heines, Wilhelm Stegmann und Fritz Weitzel, wurden von einem Schnellschöffengericht am 14. Mai zu je drei Monaten Gefängnis verurteilt.
Im Juni 1932 forderte Klotz in der Denkschrift Zur Frage der Bekämpfung der NSDAP eine effizientere Gegenpropaganda: SPD, die Gewerkschaft ADGB und das Reichsbanner sollten sich zusammenschließen, systematisch Material sammeln und auswerten, das dann zur Auskunftserteilung sowie als Presse- und Nachrichtendienst zur Verfügung stehen solle. Vermutlich ab 1930 gab Klotz wöchentlich die Antifaschistische Presse-Korrespondenz heraus; die letzte Ausgabe erschien kurz nach der nationalsozialistischen „Machtergreifung“ am 22. Februar 1933. Zur Protestkundgebung Das Freie Wort am 18. und 19. Februar 1933 war Klotz als Redner eingeladen.

### Exil in Paris
„Wir erheben unsere Stimme, um die beinahe schon zwangsläufig gewordene Entwicklung in letzter Stunde zu durchkreuzen. Und wir wollen verhindern, daß – wieder einmal an einem Wendepunkt der Geschichte – die deutsche Armee blind und unwissend ins Verderben und in die Schande rennt, daß sie, als gehorsames Werkzeug in Verbrecher-Händen, sich zum Henkersdienst an der eigenen Nation und am Abendland erniedrigen und mißbrauchen lässt.“

Am 15. März 1933 flüchtete Klotz nach Prag. Kurz zuvor hatte ein SA-Kommando die Wohnung von Klotz überfallen, seine Frau und seine Sekretärin mit Pistolen bedroht und die Wohnungseinrichtung verwüstet. In Prag gab Klotz vorübergehend den täglich erscheinenden Pressedienst 99 zur Lage in Deutschland heraus. Am 29. März 1934 wurde Klotz die deutsche Staatsbürgerschaft unter Berufung auf das Gesetz über den Widerruf von Einbürgerungen und die Aberkennung der deutschen Staatsangehörigkeit aberkannt. Somit war Klotz staatenlos. Die Frankfurter Universität entzog ihm am 25. März 1937 die Doktorwürde.
Am 1. Mai 1933 wechselte Klotz nach Paris. Er gehörte zunächst zum Vorstand der dortigen SPD-Gruppe, wurde jedoch am 4. März 1934 ausgeschlossen, da er dem Weltkomitee gegen den imperialistischen Krieg und den Faschismus angehörte. Dieses Komitee, zu dessen Vertretern auch Willi Münzenberg und Henri Barbusse gehörten, wurde von der SPD der Dritten Internationalen zugerechnet. 1938 war Klotz am Ausschuss zur Vorbereitung der deutschen Volksfront um Heinrich Mann beteiligt. Nach eigenen späteren Angaben war Klotz im Exil stets in finanziellen Nöten, nach Kriegsausbruch finanzierte er seinen Lebensunterhalt auch durch den Verkauf von Schmuck.
Im Exil setzte Klotz seine publizistische Tätigkeit fort. In der New Yorker Exilzeitung Neue Volks-Zeitung erschien am 15. Juli 1933 ein Artikel von Klotz, in dem er sich unter der Überschrift „Edmund Heines – Die Stiefel der SA“ mit der Homosexualität Heines’ auseinandersetzte. Diese habe zu schwersten Differenzen innerhalb der SA geführt, so Klotz. Ebenfalls 1933 gab er Von Weimar über Potsdam nach … Politisches Tagebuch eines unpolitischen Reichswehrgenerals 1932–1933 heraus. Dem Vorwort zufolge wollte Klotz mit der Veröffentlichung des Tagebuchs die Hintergründe des Regierungswechsels von Brüning über von Papen zu von Schleicher aufzeigen. Der Autor des Tagebuches muss Schleicher nahegestanden haben, als wahrscheinlich gilt die Autorenschaft des Generalmajors Ferdinand von Bredow, der 1934 den Röhm-Morden zum Opfer fiel. Zusammen mit Otto Katz beteiligte sich Klotz an der Herausgabe eines Weißbuches, in dem die „Röhm-Morde“ dokumentiert wurden.
Der neue deutsche Krieg, 1937 im Selbstverlag erschienen, hatte die Aufrüstung der Wehrmacht zum Thema. Klotz bedauerte, dass der Versailler Vertrag und die dort festgelegte einseitige Abrüstung Deutschlands nicht zu einer allgemeinen Abrüstung in Europa geführt habe. Hitler, so Klotz, wolle Krieg und betreibe eine planmäßige Aufrüstung: „Der Aufmarsch zum Neuen Deutschen Krieg hat mit dem 30. Januar 1933 begonnen. Heute nähert sich dieser Aufmarsch der Vollendung. […] Die Maschine läuft. Niemand und nichts wird sie aufhalten. Ihre Tourenzahl ist ins kritische Stadium getreten.“ Wie in Zeitungsveröffentlichungen des Vorjahres verwies Klotz auf deutsche Pläne, bei einem Angriff im Westen die Neutralität der Niederlande zu missachten. Derartige Pläne seien von Franz von Epp entwickelt worden. Der Völkische Beobachter sprach angesichts der Veröffentlichungen zum Epp-Plan von Phantasien des „berüchtigten Emigranten Klotz“, mit dem „das friedliche Nebeneinander zweier Völker gestört werden soll.“
Ein vierwöchiger Aufenthalt von Klotz in Spanien zur Zeit des Bürgerkrieges führte zur Veröffentlichung Militärische Lehren des Bürgerkrieges in Spanien, 1938 ebenfalls im Selbstverlag erschienen. Klotz war auf Einladung der republikanischen Regierung als Kriegskorrespondent nach Spanien gereist. Er äußerte sich anerkennend über die militärischen Leistungen General José Miajas, der auf republikanischer Seite die Verteidigung des belagerten Madrids organisierte. Für Klotz war der spanische Bürgerkrieg der Auftakt für einen näherrückenden europäischen Krieg, die deutschen Interventionstruppen seien zum „Lernen“ in Spanien gewesen. Auszüge aus Militärische Lehren des Bürgerkrieges in Spanien erschienen in der Deutschen Freiheit, einer vom saarländischen SPD-Politiker Max Braun in Paris herausgegebenen Wochenzeitschrift. Klotz und Braun arbeiteten fast zwei Jahre lang zusammen. Berichte Klotz’ in der Deutschen Freiheit befassten sich zumeist mit deutschen Militärplanungen.
Nach eigenen späteren Angaben bot Klotz nach Beginn des Zweiten Weltkrieges an, im französischen Heer zu dienen. Seinen Angaben zufolge wurde ihm am 2. Mai 1940 mitgeteilt, dass seine Verwendung im britischen Generalstab endgültig feststehe. Mitte Mai habe er ein vom britischen Militärattaché beauftragtes Gutachten über die Erfolgschancen einer deutschen Operation gegen England und Irland abgeliefert.

### Volksgerichtshof: „Als Muster für den neuen Stil gedacht“
Wenige Tage nach dem Waffenstillstand von Compiègne, der den deutschen Angriff auf Frankreich beendete, wurde Klotz am 8. Juli 1940 in Suresnes bei Paris von der Geheimen Feldpolizei verhaftet. Vermutlich wurde Klotz teils im Konzentrationslager Sachsenhausen, teils im Untersuchungsgefängnis Moabit und in Zellen im Reichssicherheitshauptamt (RSHA) festgehalten. Einer Zusammenfassung von Verhörprotokollen aus dem Januar 1941 zufolge wollte Klotz „den endgültigen Strich unter eine Vergangenheit ziehen, die man selbst durchlebt haben muß, um ihre Härte und Zerrissenheit würdigen zu können. Ich wollte und brauchte meinen Frieden mit dem alten Vaterland und mit seinem staatlichen System, für das ich schon im November 1923 an die Feldherrnhalle marschiert bin.“
Ab September 1941 wurde das Ermittlungsverfahren gegen Klotz beim Volksgerichtshof geführt. Der Oberreichsanwalt ließ unter anderem vom Oberkommando der Wehrmacht Gutachten zu den Veröffentlichungen von Klotz anfertigen. Die Angaben von Klotz seien im Kern zutreffend gewesen, auch wenn Zahlenangaben überhöht gewesen seien, so die Gutachten. Am 8. September 1942 erhob der Oberreichsanwalt gegen Klotz Anklage wegen Hochverrats und Landesverrats. Am 27. November wurde Klotz vom Volksgerichtshof zum Tode verurteilt. Vorsitzender Richter war Roland Freisler; zu den weiteren Richtern gehörten der Ministerialrat Eberhard Taubert und der SA-Gruppenführer Hans von Helms. In der Begründung des Todesurteils führte Freisler unter anderem zu Klotz aus:
„Sein von Haß zerfressenes Gehirn befaßte sich mit Gedanken, wie man den Einfluß des Führers auf das deutsche Volk verringern könne. So schlug er dem Fregattenkapitän Bonneau des französischen Generalstabes einmal vor, die nächste Führerrede dadurch zu stören, daß in der Nähe der deutschen Funkstationen der Führerrede möglichst viele französische Flugzeuge kreuzten, oder daß auf gleichen Wellen wie denen der deutschen Sender störweise auf Schallplatten Reden des Führers gegen den Kommunismus in einer Zeit des Nichtangriffspaktes zwischen Deutschland und der Sowjet-Rußland gesendet werden sollten.“
Derartige Überlegungen von Klotz lassen sich weder in den Verhörprotokollen, den gefertigten Gutachten noch in seinen Briefen nachweisen. Walter Renken, im RSHA für die Ermittlungen gegen Klotz zuständig, fertigte am 5. Januar 1943, einen internen Vermerk, wonach das Urteil „offenbar vom neuen Präsidenten des Volksgerichtshofs, Dr. Freisler, persönlich verfaßt und als Muster für den neuen Stil gedacht“ sei.
Ab dem 28. November 1942 in der Strafanstalt Plötzensee festgehalten, lehnte Klotz ein Gnadengesuch ab: „Daß ich selbst kein Gnadengesuch einreichen konnte, wirst Du begreifen und billigen, denn von den irdischen Richtern wollte ich ja Gerechtigkeit und nicht Gnade“, so Klotz in einem Brief an seine Frau in der Nacht vor seiner Hinrichtung. Zwei von Verwandten eingereichte Gnadengesuche wurden abgelehnt; Klotz wurde am 3. Februar 1943 in Plötzensee hingerichtet.
Das Todesurteil gegen Klotz wurde durch das 1998 vom Deutschen Bundestag verabschiedete Gesetz zur Aufhebung nationalsozialistischer Unrechtsurteile in der Strafrechtspflege aufgehoben.

## Ehe und Familie
Am 28. Juli 1918 heiratete Klotz in Wernigerode im Harz in erster Ehe Johanna Malvine Ottilie Auguste von Korff-Krokisius (* 5. Mai 1897 in Straßburg; † 1988), die Tochter eines Oberstleutnants. Die Ehe wurde 1921 geschieden, woraufhin beide sich erneut verheirateten, um sich 1931 erneut scheiden zu lassen. Aus der Ehe gingen zwei Söhne hervor: Hans-Helmut (1919–1983) und Hans Wolfgang (1922–1944).
In zweiter Ehe heiratete Klotz am 9. September 1931 in Berlin Maria Anna Luise von Bechtold (* 11. Mai 1905 in Lauterbach; † 1949).

## Würdigungen
Die Initiative Stolpersteine an der B 96 verlegte 2009 einen Stolperstein vor dem ehemaligen Wohnhaus von Klotz im Hohenzollernkorso 38a (heute Manfred-von-Richthofen-Straße 221) in Berlin-Tempelhof.
Das Haus der Geschichte Baden-Württemberg erinnerte im Rahmen der Ausstellung „Anständig gehandelt. Widerstand und Volksgemeinschaft 1933–1945“ 2012/2013 an Helmuth Klotz.

## Schriften
- Der Kampf gegen den Kapitalismus - Nach e. Vortr. niedergeschrieben. Verlag „Die Neue Zeit“ Dr. H. Klotz, Hannover, Lange Laube 14A, 1929
- Hitlers Sozialismus. Trommler-Verlag, Berlin 1930 (online, PDF, 1,2 MB)
- Die Außenpolitik der Nationalsozialisten. AP-Korrespondenz, Berlin 1931 (online, PDF, 1,1 MB)
- Nationalsozialismus und Beamtentum. AP-Korrespondenz, Berlin 1931 (online, PDF, 1,7 MB)
- Ehren-Rangliste für das Dritte Reich. AP-Korrespondenz, Berlin 1931. (online, PDF, 1,6 MB)
- Der Fall Röhm. Hrsg. Helmut Klotz, im Selbstverlag des Herausgebers, B.-Tempelhof, Hohenzollernkorso 38a, Berlin 1932 (online, PDF, 690 kB)
- Germany's secret armaments. Transl. by H. J. Stenning, Verlag Jarrolds, London 1934
- The Berlin diaries – Vol. I: May 30, 1932 - January 30, 1933. With a foreword by Edgard Ansel Mowrer. (Tagebuch eines Reichswehrgenerals) Hrsg. Helmuth Klotz, Verlag Morrow, New York 1934
- The Berlin diaries – Vol. II: the private journals of a General in the German War Ministry revealing the secrets of Hitler's seizure of power. Verlag Jarrods, London 1935
- Der neue deutsche Krieg – mit 5 Skizzen, 6 Schemata, 7 Diagrammen, alle vom Verf. Selbstverlag d. Verfassers, Paris 1937
- Militärische Lehren des Bürgerkrieges in Spanien – mit 9 Skizzen u. Schemas vom Verf. u. 26 Original-Photographien. Selbstverl. d. Verfassers, Paris 1938